# Андреев, Эдгар
Э́дгар Андре́ев (латыш. Edgars Andrejevs; 21 октября 1992, Елгава) — латвийский футболист, вратарь клуба «Динамо/Стайцеле».
Воспитанник елгавского футбола, в 2009 году Эдгар Андреев начал выступать за местный клуб «Елгава», с которым в этом же году занял 1-е место в Первой лиге Латвии.
В Высшей лиге Латвии Эдгар Андреев дебютировал 15 июля 2012 года, выйдя на замену на 88-й минуте вместо Марка Богданова в матче 19-го тура между «Елгавой» и лиепайским «Металлургом» (1:2).

## Достижения
- Обладатель Кубка Латвии: 2010, 2014
- Победитель Первой лиги Латвии: 2009.